# IC 4844
IC 4844 ist eine Balken-Spiralgalaxie vom Hubble-Typ SBb im Sternbild Teleskop am Südsternhimmel. Sie ist rund 151 Millionen Lichtjahre von der Milchstraße entfernt.
Das Objekt wurde am 16. September 1901 vom US-amerikanischen Astronomen DeLisle Stewart entdeckt.